# Махінджаурі
Махінджау́рі (груз. მახინჯაური) — містечко (даба) в муніципалітеті Хелвачаурі, Аджарія, Грузія.
Розташоване на березі Чорного моря за 5 км на північ від Батумі.
В місті розташовані морський бальнеологічний курорт.

## Розташування і клімат
Містечко розташоване на узбережжі Чорного моря, на північ від міста Батумі, в 6 км від його центру, на висоті 15 метрів над рівнем моря. Махінджаурі — приморський кліматичний і бальнеологічний курорт. Він знає теплу зиму і спекотне літо . Середня температура січня 5,7 °С, липня 22,2 °С. Середньорічна температура 13,8 °C. Опадів 2750 мм на рік. Використовується для таласотерапії в якості профілактики. Має джерела мінеральних вод, які використовуються для лікування різних захворювань.

## Історія
Махінджаурі входило до Хелвачаурського району. У 1959 році йому було надано статус селища, й воно стало центром ради Садабо, що включала в себе села Шуа Махінджаурі та Гантіаді. Основна економічна діяльність полягала у вирощуванні чаю та цитрусових . У 2011 році значна частина містечка була відокремлена від муніципалітету Хелвачаурі та стала частиною Батумі.
| Грузія | Це незавершена стаття з географії Грузії. Ви можете допомогти проєкту, виправивши або дописавши її. |

1. 1 2 3 4 5 6 7 8 9 10  http://pop-stat.mashke.org/georgia-cities.htm